# Skradanka

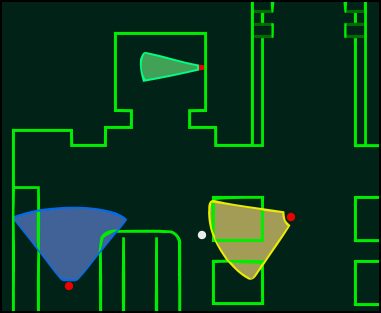
Przykładowy poziom skradankowy w grze Metal Gear Solid.

Skradanka – gatunek gier komputerowych, które nagradzają gracza za ukrywanie się i używanie podstępu w celu ominięcia bądź pokonania przeciwników. Produkcje z tego gatunku zazwyczaj pozwalają graczowi na pozostanie niewykrytym poprzez skradanie się, używanie przebrań i/lub unikanie wywoływania hałasu. Niektóre gry pozwalają graczowi wybrać pomiędzy skradankowym podejściem a bezpośrednim zaatakowaniem wrogów, mogąc nagradzać za niewykrywalne wykonanie misji. Najczęściej wykorzystywanymi motywami są działania szpiegowskie, antyterrorystyczne, złodziejskie lub skrytobójcze, a głównymi bohaterami są agenci sił specjalnych, szpiedzy, złodzieje, zabójcy lub wojownicy ninja. Niektóre produkcje łączą elementy gier skradankowych z elementami innych gatunków, na przykład first-person shooterów lub platformówek.
Jednymi z najstarszych gier zawierających skradanie się były 005, Castle Wolfenstein (1981), Metal Gear (1987) oraz Metal Gear 2: Solid Snake (1990). Gatunek ten stał się popularny w 1998 roku, kiedy to sukces odniosły takie tytuły jak Metal Gear Solid, Tenchu: Stealth Assassins i Thief: The Dark Project. Tenchu była pierwszą grą trójwymiarową w  gatunku, a wydany kilka miesięcy później Metal Gear Solid rozsławił stosunkowo nieznaną serię Metal Gear, która stała się uznaną i dochodową marką z wieloma sequelami, Thief natomiast był pierwszą trójwymiarową skradanką na komputery osobiste. Następnie pojawiły się inne gry, które zapoczątkowały takie serie jak Hitman i Splinter Cell. Późniejsze tytuły pozwalały często graczowi wybrać lub połączyć podejście skradankowe oraz bezpośrednią konfrontację.

## Historia
Pierwszą grą zawierającą cechy elementów skradanki był Castle Wolfenstein wydany w 1981 przez Muse Software. Elementy skradanek zawarto również w grze Metal Gear autorstwa Hideo Kojimy, która została wydana w 1987 przez Konami dla MSX 2 i w wąskim zakresie dla Nintendo Entertainment System. Gra odniosła sukces, szczególnie w Północnej Ameryce, gdzie sprzedano ponad milion jej sztuk.
Metal Gear otrzymało dwa sequele, wyprodukowane niezależnie od siebie, oba w 1990 roku:
- Snake’s Revenge (niekanoniczny sequel wyprodukowany bez udziału Hideo Kojimy) w Północnej Ameryce i Europie dla NES,
- Metal Gear 2: Solid Snake (oficjalny kanoniczny sequel wyprodukowany przez Hideo Kojimę) w Japonii dla MSX 2,

Podczas, gdy Snake’s Revenge oferowało tylko drobne udoskonalenia pomysłu, Metal Gear 2: Solid Snake znacząco rozszerzyło tę kategorię, wprowadzając ulepszoną AI wrogów, z równym naciskiem na tajemniczość.
Podczas gdy wczesne gry Metal Gear osiągnęły już mierny sukces, pomysł nie był rozwijany ponad tych kilka gier przez prawie dekadę.
Podczas tworzenia Wolfenstein 3D, konstruktor id Software eksperymentował z kilkoma cechami skradania, takimi jak ukrywanie przed strażnikami lub przebieranie się za wrogów, ale żadnej z tych cech nie wprowadzono w ostatecznej wersji tej gry. Kategoria ta nie rozszerzyła się aż do pojawienia się GoldenEye 007 dla Nintendo 64 w 1997, gdzie było możliwe używanie przemocy lub podstępne skradanie się, przy czym skradanie często było bezpieczniejsze. Innym razem skradanie się było istotą przeżycia – praktyczne podczas ucieczki. Następnie nadszedł Tenchu: Stealth Assassins (luty), bacznie podążający za Metal Gear Solid (wrzesień), oba powstały dla PlayStation, oraz Thief: The Dark Project (listopad) dla PC, wszystkie powstały w 1998. Thief był pierwszą skradanką oferującą ukrywanie się w cieniach (potem pojawiające się również w Tom Clancy’s Splinter Cell) System Shock 2 także skłaniano gracza do stosowania ukrywania się, poprzez użycie w grze odnawiających się wrogów, drastyczne ograniczenie amunicji i broni, która zużywała się w ciągłych strzelaninach.
Skradanki nie posiadły ogromnej popularności aż do opublikowania Metal Gear Solid. A następnie były kontynuowane przez sequel Metal Gear Solid 2: Sons of Liberty i prequel Metal Gear Solid 3: Snake Eater. Powstały również inne gry tego gatunku: Tom Clancy’s Splinter Cell, Syphon Filter, Manhunt i Hitman. Inne gry zbliżone do skradanek to m.in. Deus Ex, Kroniki Riddicka: Ucieczka z Butcher Bay i Oni. Wiele gier akcji, takich jak Medal of Honor zawiera kilka etapów na bazie skradanki. Kilka gier typu survival horror (np. Siren) zawiera cechy tego gatunku, podobnie jak gry platformowe np. Sly Cooper.
W ostatnim czasie skradanki osiągnęły porównywalną popularność, niczym dominujące do tej pory gry typu first-person shooter, zawierające elementy skradania i szpiegowania podczas gry. Bliska kategoria łącząca elementy gry first-person shooter i skradanki to podkategoria first-person shooter – tactical shooters, w tym tytuł: Tom Clancy’s Rainbow Six. Far Cry również rozszerzyło tę dziedzinę poprzez rozległe otoczenie zewnętrzne (gracz może ukrywać się za głazami, drzewami lub krzakami).